# Георг Албрехт (Саксония-Вайсенфелс-Барби)
Георг Албрехт (Алберт) фон Саксония-Вайсенфелс-Барби (на немски: Georg Albrecht (Albert) von Sachsen-Weißenfels; * 19 април 1695, Десау; † 12 юни 1739, Барби) от рода на Албертинските Ветини, е от 1728 до 1739 г. вторият и последен херцог на Саксония-Вайсенфелс-Барби.

## Живот
Той е четвъртият син на херцог Хайнрих фон Саксония-Вайсенфелс-Барби и съпругата му Елизабет Албертина фон Анхалт-Десау, дъщеря на княз Йохан Георг II фон Анхалт-Десау.
През 1709 г. Георг Албрехт е номиниран на полковник на пехота от крал Фридрих Вилхелм I. През 1711 г. той става единствен наследник на баща си.
Георг Албрехт се жени на 18 февруари 1721 във Форст за принцеса Августа Луиза фон Вюртемберг-Оелс (* 21 януари 1698, † 4 януари 1739), дъщеря на херцог Кристиан Улрих I фон Вюртемберг-Оелс и третата му съпруга София Вилхелмина от Източна Фризия. Бракът е много нещастен и те се развеждат през 1732 г. Августа Луиза се връща в родината си Силезия и умира пет месеца преди него. Бракът е бездетен.
Георг Албрехт умира на 44-годишна възраст и е погребан в основаната от баща му фамилна гробница в Барби. Наследен е от братовчед му Йохан Адолф II.